# La Llamarada

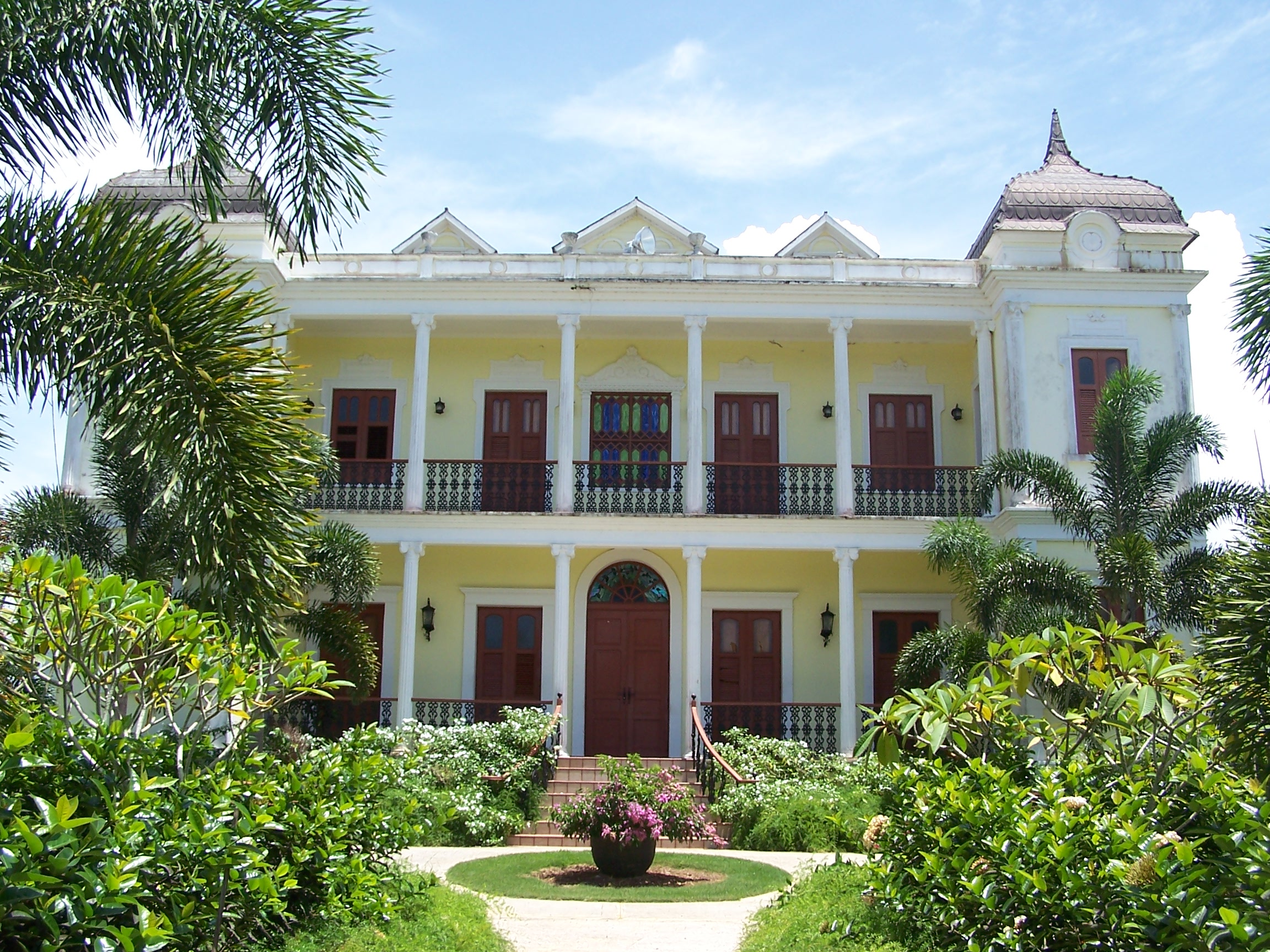
La hacienda Labadie localizada en Moca está inmortalizada en La Llamarada como la residencia de la familia Moreau.

El escritor puertorriqueño Enrique Laguerre (1906-2005) escribió su primera novela, La Llamarada (1935), durante la década en que se acusó con mayor fuerza el hundimiento de la economía norteamericana. Posiblemente, uno de los lugares donde más impacto causó este arruinamiento del mercado fue en Puerto Rico, donde la crisis se cebó en una agricultura de monocultivos (azúcar, café y tabaco), cuyos beneficios y directrices se escapaban a los habitantes de la isla. Las centrales azucareras, en manos de empresas estadounidenses, habían absorbido las pequeñas y grandes plantaciones tradicionales y una desnutrida población de peones era explotada inmisericordemente.
En esas circunstancias, y de forma paralela a las grandes movilizaciones sindicales llevadas a cabo en Estados Unidos durante los años anteriores a la Segunda Guerra Mundial, se desataron huelgas y movimientos reivindicativos entre los campesinos boricuas. Pronto, la represión y el miedo pasaron a formar parte del día a día en la isla.
Por esos años, Laguerre desempeñaba labores de maestro rural y, habiendo crecido en Moca, conocía perfectamente el mundo rural puertorriqueño. Las horas libres que le dejaban su trabajo y los estudios que continuaba cursando los dedicó a escribir La Llamarada.
La obra es una descripción fidedigna de los problemas que en ese tiempo atravesaban los cultivos de caña en Puerto Rico, aunque esa situación bien puede hacerse extensiva a otras zonas del Caribe, como las islas de Cuba o República Dominicana, incluyendo sus espejos literarios: Over, de Marrero Aristy (1939); Cañas y bueyes, de Moscoso Puello (1936); etc.
La Llamarada es la novela más sólida -en sus aspectos literario, psicológico y social- de cuantas trataron el tema de la caña de azúcar y, sin lugar a dudas, la más poética. También puede asegurarse que es la más comprometida. En ella se halla, de forma condensada, una formidable descripción de la naturaleza, la sociedad y los arquetipos de Puerto Rico que continúa conservando una apreciable validez en la actualidad. Asimismo, la sinceridad del planteamiento de la obra, unida a la exquisita ponderación y al acertado juicio en las valoraciones que se realizan sobre la realidad puertorriqueña de la época, han servido para convertirla en una referencia obligatoria de la literatura latinoamericana.
En su momento, la crítica puertorriqueña valoró adecuadamente esta publicación y su autor obtuvo su oportuna recompesa, si no en remuneración económica, sí en reconocimiento público y académico, lo cual le sirvió para continuar con éxito su dilatada carrera literaria. Esta obra se considera la piedra angular de la nueva narrativa puertorriqueña.

## Sinopsis
El protagonista de la novela es Juan Antonio Borrás, hijo de un pequeño propietario de cafetales en el interior de Puerto Rico. Borrás finaliza sus estudios de ingeniería agrícola en Mayagüez y encuentra trabajo en las fincas explotadas por una Central azucarera, propiedad de una compañía estadounidense. Borrás siempre pensó en su amor de juventud quien es Sarah quien tuvo que dejar por su estudios . Llega siendo un joven soñador y por sus ojos desfilan la poesía del campo y el sufrimiento de los trabajadores de las plantaciones de caña de azúcar. El autor va introduciendo, con habilitad y sutileza, a elementos que más tarde fermentarán hasta llevar la narración a su momento culminante: la muerte de un peón agotado quien es Ventura Rondon, el hambre en las casas de los trabajadores, el engaño en el pago de los salarios, un anciano con pensamientos progresistas, un joven con ideales revolucionarios, un emigrante canario a quien la Central desea expulsar de sus tierras, capataces endurecidos, familias acomodadas de buen o de mal corazón,... 
El espíritu fresco de Juan Antonio se rebela contra esa injusticia, pero el impulso queda solapado en su interior, donde libran una lucha feroz sus sentimientos. Su vida transcurre entre el trabajo de dirección en los cañaverales, las escasas visitas a algunas familias, sus encontrados sentimientos amorosos y las vicisitudes de su cargo, como la necesidad de enfrentar una huelga de los macheteros. 
El protagonista es ascendido y se decanta por defender la política de abusos de la empresa que le paga su salario. Magistralmente, Laguerre muestra el cambio progresivo que se da en el pensamiento y en los sentimientos del protagonista. De manera paulatina, comienza a aceptar los engaños de la Central a los trabajadores y termina odiando a sus subordinados.
Sin embargo, la muerte de Segundo, el joven revolucionario, le cambia bruscamente la vida. Se da cuenta de que ha estado embrutecido por el egoísmo y el odio e intenta recuperar la humanidad de su espíritu. Sin embargo, no es tarea fácil volver sobre sus pasos y se siente impotente para desviarse del camino que él mismo se había trazado.
El día que su jefe viene a felicitarle por la excelente represión que llevó a cabo contra un grupo que había quemado el cañaveral, Juan Antonio Borrás se rebela e increpa a su superior, acusando a la Central de esclavizar a los trabajadores y a él de ponerse al lado de los explotadores y permitir que sus paisanos puertorriqueños sean maltratados en su propio país.
Poco después, el padre del protagonista muere. Borrás marcha a hacerse cargo de la hacienda familiar y se casa con una de las dos muchachas de buena familia que viven en las plantaciones de caña. La historia -contada de forma autobiográfica- queda abierta a un futuro más justo y más puertorriqueño.
- Datos: Q5964065